# Ormes (Saône-et-Loire)
Ormes település Franciaországban, Saône-et-Loire megyében. Lakosainak száma 493 fő (2022. január 1.). Ormes Saint-Germain-du-Plain, Baudrières, Boyer, Gigny-sur-Saône és Simandre községekkel határos.

## Népesség
A település népességének változása:
| Lakosok száma | 526  | 507  | 498  | 477  | 473  | 469  | 464  | 479  | 493  |
|               | 2013 | 2015 | 2016 | 2017 | 2018 | 2019 | 2020 | 2021 | 2022 |